# 2010년 동계 올림픽 봅슬레이 여자 2인승
2010년 동계 올림픽의 봅슬레이 여자 2인승은 휘슬러에 위치한 휘슬러 슬라이딩 센터에서 2010년 2월 23일과 2월 24일에 열린다.

## 기록
국제 올림픽 위원회에서 봅슬레이 기록을 올림픽 기록으로 인정하지 않기 때문에 국제 봅슬레이 연맹은 각 경기에서의 출발과 경기 결과 기록을 봅슬레이 기록으로 유지하고 있다.
출발과 경기 결과 기록은 2010년 동계 올림픽 실험 경기를 했던 2009년 2월 6일에 나왔다.
| 종류      | 날짜           | 국적                             | 기록  |
| --------- | -------------- | -------------------------------- | ----- |
| 출발      | 2009년 2월 6일 | 미국 에린 팩 미셸 르제프카       | 5.17  |
| 경기 결과 | 2009년 2월 6일 | 미국 샤우너 로벅 엘라나 메이어스 | 53.53 |

## 예선 통과 국가
2010년 1월 20일에 FIBT는 다음의 국가들을 예선 통과 국가로 발표했다. 2010년 1월 26일에 명단이 확정되었다.
세 팀 출전 국가
- 독일,  미국.

두 팀 출전 국가
- 캐나다,  스위스,  영국,  러시아.

한 팀 출전 국가
- 네덜란드,  이탈리아,  벨기에,  루마니아,  아일랜드,  일본.

## 결과
1차와 2차 경기는 PST 기준으로 2월 23일 17:00, 18:00에 시작된다.
마지막 3차와 4차 경기는 2월 24일 13:00, 14:30에 시작된다.